# 1984 a tudományban
Az 1984 a tudományban és a technikában.

## Űrkutatás
- február 7. – Az első, nyílt űrben végzett bekötetlen űrséta: Bruce McCandless II és Robert L. Stewart asztronauták végrehajtják az első biztosítókötél nélküli űrsétát a Challenger űrrepülőgép STS–41 jelű repülésén.
- július 25. – A világ első űrsétát tett női űrhajósa, Szvetlana Szavickaja a Szaljut–7 űrállomás fedélzetéről kilép az űrbe.

## Orvostudomány
- Megszületik az első gyermek, akit dajka anya hordott ki.

## Számítástechnika
- január 5. – Richard Matthew Stallman elkezdi fejleszteni a GNU-t.
- január 22. – Az Apple Computer cég bemutatja az első egeret és GUI felületet használó Apple Macintosh számítógépet.
- Megjelennek a Szovjetunióban is a személyi számítógépek, nyártól kezdve már lehetséges a kisebb teljesítményű számítógépek importja.

## Technika
- július 21. – A Michigan állambeli Jacksonban egy gyári robot halálosan megsebesít egy munkást, mely ezzel az első robot okozta haláleset az USA-ban.
- A MÁV-nál megszüntetik a gőzvontatású személyvonat-forgalmat.

## Díjak
- Nobel-díj
  - Fizikai Nobel-díj: Carlo Rubbia (Olaszország) és Simon van der Meer (Hollandia) „a gyenge kölcsönhatást közvetítő W és Z részecskék felfedezéséhez vezető nagy projektben való jelentős szerepükért”.
  - Fiziológiai és orvostudományi Nobel-díj: Niels Kaj Jerne, Georges J. F. Köhler, César Milstein megosztva „az immunrendszer specifikus szabályozó mechanizmusának és felépítésének, valamint a monoklonális ellenanyagok termelési elvének felfedezéséért”.
  - Kémiai Nobel-díj: Robert Bruce Merrifield „a meghatározott aminosav sorrendű polipeptidek szilárd fázisú szintéziséért”.
  - Közgazdasági Nobel-emlékdíj: Richard Stone „a nemzetgazdasági elszámolási rendszerek kifejlesztéséhez való jelentős hozzájárulásáért, amellyel az empirikus gazdaságelemzés alapjait nagymértékben fejlesztette”.
- A Royal Society érmei
  - Copley-érem: Subrahmanyan Chandrasekhar
  - Darwin-érem: Ernst Mayr
  - Davy-érem: Sam Edwards
  - Hughes-érem: Roy Kerr
  - Leverhulme-érem: John Frank Davidson
  - Royal-érem: Alan Battersby, Mary Lyon, Alexander Lamb Cullen
  - Rumford-érem: Harold Horace Hopkins
- Turing-díj: Niklaus Wirth
- Wollaston-érem: Kenneth Hsu

## Halálozások
- március 19. – Richard Bellman amerikai alkalmazott matematikus, a dinamikus programozás bevezetője (* 1920)
- április 8. – Pjotr Leonyidovics Kapica fizikai Nobel-díjas szovjet atomfizikus (* 1894)
- május 13. – Stanisław Ulam lengyel-amerikai matematikus (* 1909)
- július 20. – Gabriel Andrew Dirac magyar származású matematikus (* 1925)
- október 20. – Paul Dirac brit fizikus, a kvantummechanika egyik megalapozója (* 1902)
- október 20. – Carl Ferdinand Cori orvostudományi Nobel-díjas (Bernardo Houssay-val és feleségével megosztva) osztrák-amerikai biokémikus (* 1896)
- december 8. – Vlagyimir Cselomej ukrán, szovjet mérnök, tudós, repülőgép- és rakéta-tervező (* 1914)